# Launceston (Royaume-Uni)
Pour les articles homonymes, voir Launceston.
Launceston  (/ˈlænsən/, parfois /ˈlɔːns(t)ən/; en cornique Lannstefan; parfois épelé Lanson) est une ville, ancien borough et civil parish situés à l'est des Cornouailles en Angleterre, Royaume-Uni. Les deux églises anglicanes sont l'église Sainte-Marie-Madeleine dans la ville, et l'église Saint-Thomas près de la rivière Kensey, une tributaire du fleuve Tamar.

## Histoire
Le nom cornique de "Launceston", Lannstevan, signifie "l'enceinte de l'église de St Stephen" et est dérivé de l'ancien monastère de St Stephen, situé à quelques kilomètres au nord-ouest (le château et la ville s'appelaient à l'origine Dunheved) et de l'élément de nom de lieu brittonique commun lan-. Dunheved était le nom brittonique du sud-ouest de la ville à l'époque de la Saxe occidentale.
Le plus ancien hôtel des monnaies de Cornouailles connu était celui de Launceston, qui a fonctionné à une échelle minimale à l'époque d'Æthelred l'Inconnu avant que la Cornouailles ne reçoive la pleine juridiction diocésaine en 994. Un seul spécimen est connu. Sous le règne de Guillaume le Conquérant, l'hôtel des monnaies a été déplacé à Dunheved et a continué d'exister jusqu'au règne d'Henri II, en 1160. Sous le règne d'Henri III d'Angleterre, un autre hôtel des monnaies a été établi à Launceston.
Le château de Launceston, en bon état, est un château normand de type motte-et-couronne. Il a été construit par Robert, comte de Mortain (demi-frère de Guillaume le Conquérant) vers 1070 pour dominer les environs. Launceston était le caput de la baronnie féodale de Launceston et du comté de Cornouailles jusqu'à ce qu'il soit remplacé par Lostwithiel au XIIIe siècle. Launceston a ensuite été le chef-lieu de Cornouailles jusqu'en 1835, date à laquelle Bodmin l'a remplacé. Les terres de Robert, comte de Mortain, sont devenues les principales possessions de la baronnie féodale de Launceston, et la famille Fleming a continué à détenir la plupart de ses manoirs de cette baronnie, comme le montrent les entrées du Book of Fees.
Dans le Domesday Book (1086), il est indiqué que Launceston était détenu par le comte de Mortain, et qu'il y avait son château. Il y avait des terres pour 10 charrues, 1 villein et 13 petits propriétaires avec 4 charrues, 2 moulins qui payaient 40 shillings (£2 sterling) et 40 acres de pâturage. La valeur du manoir n'était plus que de 4 £ alors qu'il valait auparavant 20 £.
Le saint et martyr catholique romain Cuthbert Mayne a été exécuté à Launceston en 1577 ; il existe un pelerinage et une église.

### Guerre civile
Pendant la guerre civile anglaise, Launceston était connue pour être Royale et Loyale de Charles Ier d'Angleterre, d'où ses armoiries. Son fils, qui fut plus tard couronné Charles II d'Angleterre, séjourna dans la ville pendant quelques jours en route vers l'armée des Cavaliers basée plus à l'ouest.
En 1643, les forces parlementaires, sous le commandement du major général James Chudleigh, avancèrent pour tenter de prendre Launceston aux royalistes. Le commandant royaliste, Ralph Hopton, 1er Baron Hopton, stationna ses forces au sommet de Beacon Hill, une colline escarpée qui surplombe la ville. Les parlementaires capturent le pied de la colline, mais ne parviennent pas à déloger les forces royalistes du sommet. Hopton mena une contre-attaque en bas de la colline et, malgré de violents combats et l'arrivée de renforts parlementaires, força les troupes de Chudleigh à battre en retraite.
Sir Richard Grenville, 1er Baronet, est interné par le Prince Charles à la prison de Launceston pour avoir refusé d'obéir à Lord Hopton ; Grenville s'était déjà querellé avec le Général George Goring, Lord Goring.

### Histoire ultérieure
Launceston possède le seul document du Royaume-Uni signé par Marie II d'Angleterre et son mari, Guillaume III d'Angleterre. Les très mauvais moyens de transport en Cornouailles, qui n'ont commencé à être améliorés qu'à la fin du XVIIIe siècle, ont fait que les assises se tenaient à Launceston. Lorsque la situation s'est améliorée, Bodmin est devenue la ville du comté où se tenaient les assises (au Shire Hall en 1838). Le rôle de Launceston en tant que ville du comté de Cornouailles de facto s'est établi au XIIIe siècle, mais elle n'a jamais été officiellement désignée comme ville du comté.
Le vicomte de Launceston était un titre de noblesse créé en 1726 (sous le nom de vicomte de Launceston) mais il est aujourd'hui éteint. Au début du XIXe siècle, Launceston a donné son nom à la colonie de Launceston, Tasmanie, qui est aujourd'hui la deuxième plus grande ville de Tasmanie.
Pendant la Seconde Guerre mondiale, les tensions raciales dans les rangs des soldats américains ont provoqué une fusillade sur la place de la ville. Quatorze soldats afro-américains de la 581st Ordnance Ammunition Company ont été accusés de mutinerie.

## Galerie

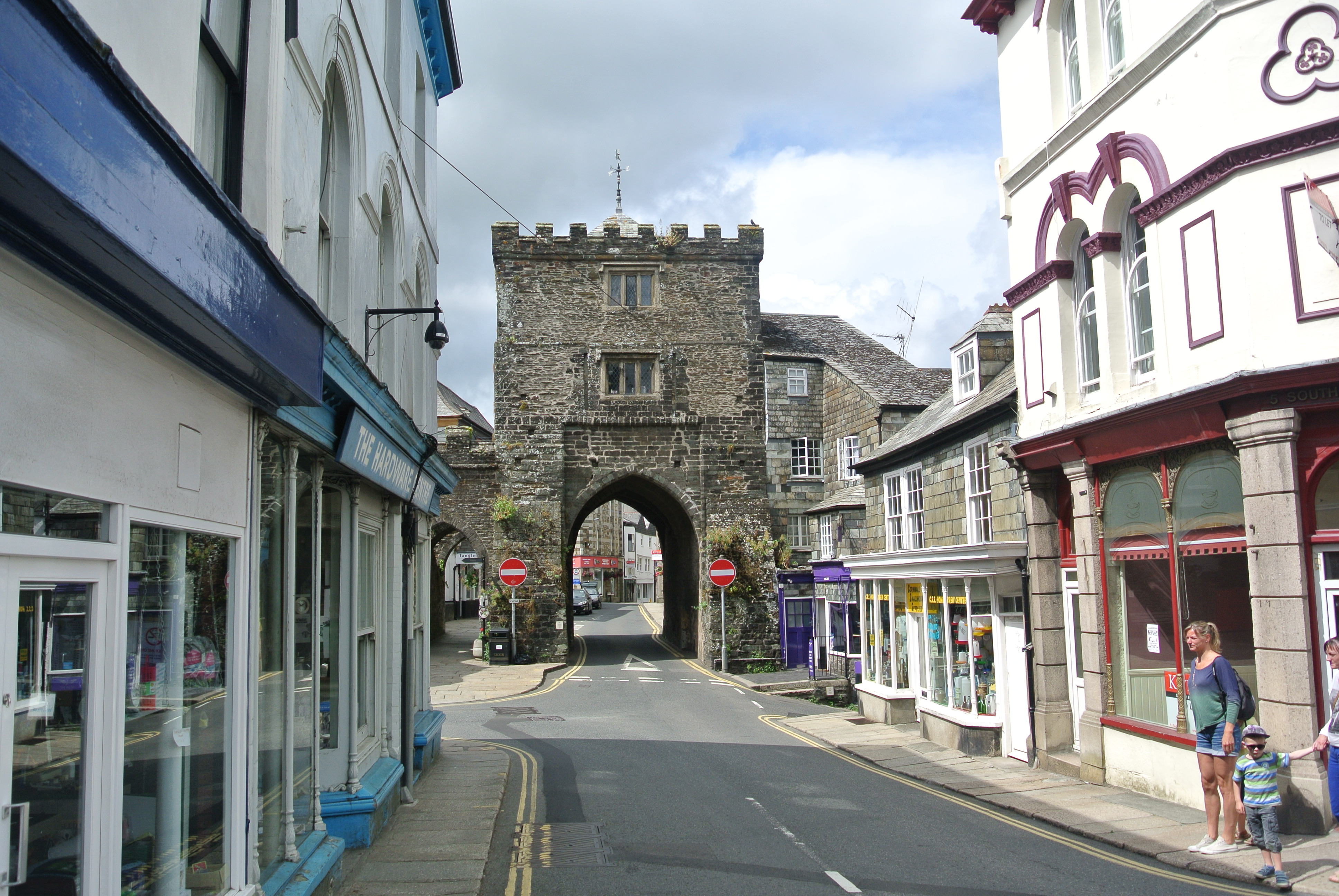
South Gate
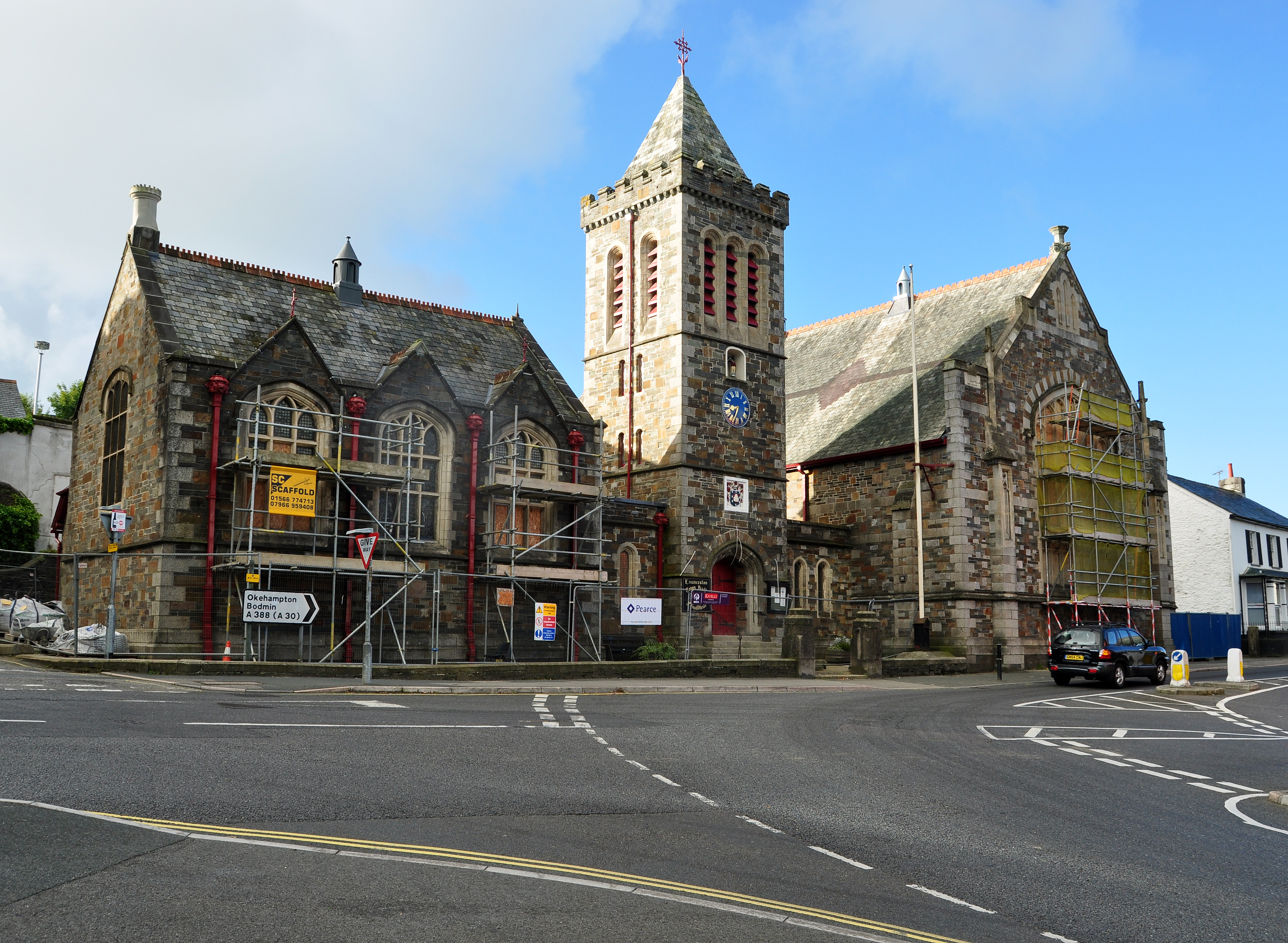
Town Hall & Guildhall (1881–1887)
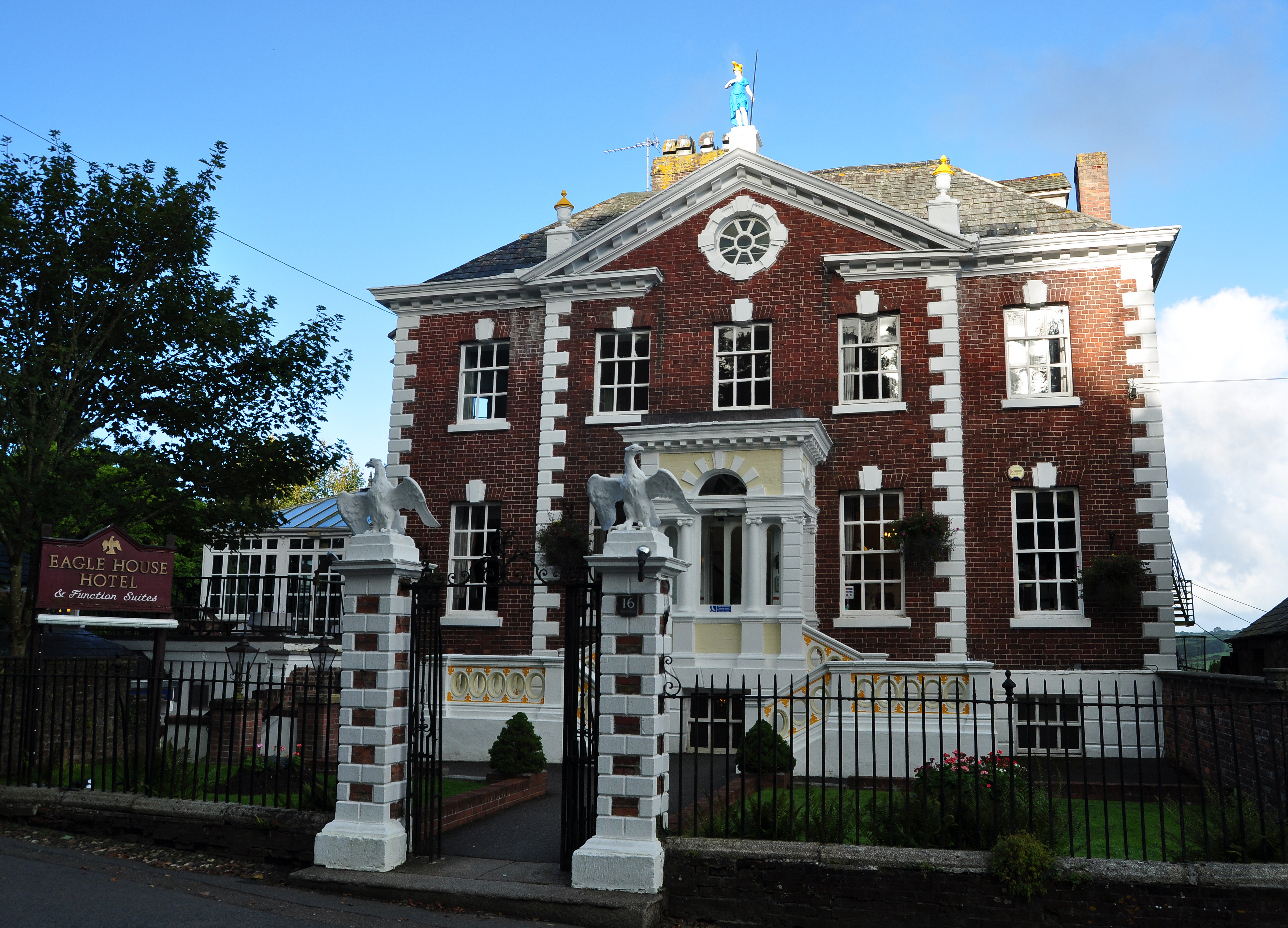
Eagle House Hotel
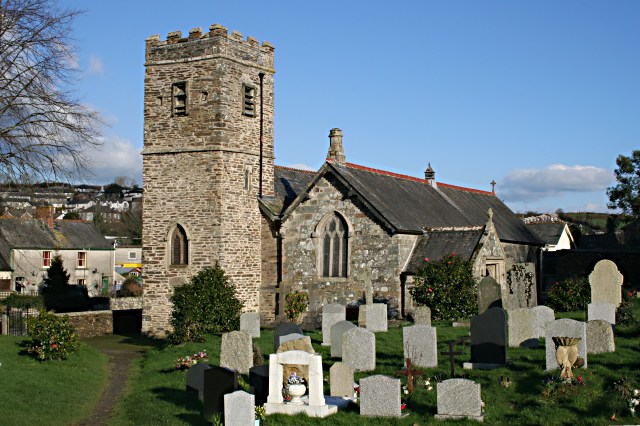
L'église Saint-Thomas
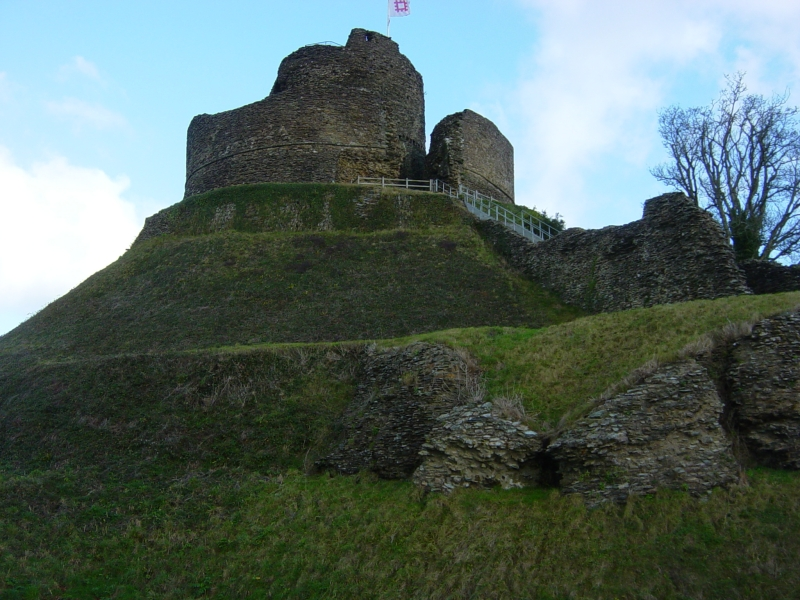
Château de Launceston

## Éducation
Le collège de Launceston est une école mixte d'enseignement secondaire dans la ville.

## Personnalités liées à la ville
- William Bryant (1757-1791), bagnard britannique, célèbre pour son évasion familiale, y est né ;
- Nigel Cole (1959-), réalisateur, y est né ;
- Grenville Davey (1961-), sculpteur britannique, lauréat du prix Turner 1992, y est né ;
- Ben Gollings (1980-), joueur de rugby à sept et à XV anglais, y est né ;
- Philip Gidley King (1758-1808), officier de marine britannique et administrateur colonial, y est né.

## Jumelage
- Plestin-les-Grèves (France)[1]